# 朱堂
朱堂（1916年8月5日—2014年6月4日），四川自贡人，中国兽医学家。
1953年起，任教于四川大学农学院、四川农学院、四川农业大学，1985年12月退休。2014年去世，著有《兽医内科学》、《兽医学》、《兽医传染病学》，《兽医学专业外语》。